# 張知竹艷
張知竹艷（Trương Tri Trúc Diễm，1987年5月24日—）是越南著名的女演员和模特。

## 簡歷
張知竹艷在胡志明市出生、毕业于新加坡PSB学院。

## 模特职业
- 2005年获得第三季《越南上镜小姐》的总亚军而出道。
- 2007年参加第七季《地球小姐》。
- 2011年参加第五十一季《国际小姐》最后进入15强。

## 影视作品

### 電影
- Nhật kí Bạch Tuyết (2010)
- Đam mê (2012)
- Âm mưu giày gót nhọn (2013)